# Diocesi di Cullu
La diocesi di Cullu (in latino: Dioecesis Chullitana) è una sede soppressa e sede titolare della Chiesa cattolica.

## Storia
Cullu, identificabile con Collo nell'odierna Algeria, è un'antica sede episcopale della provincia romana di Numidia.
Sono tre i vescovi attribuiti con certezza a questa diocesi africana. Alla conferenza di Cartagine del 411, che vide riuniti assieme i vescovi cattolici e donatisti dell'Africa romana, presero parte il cattolico Vittore e il donatista Fidenzio.
Terzo vescovo noto è Quodvultdeus, il cui nome appare al 115º posto nella lista dei vescovi della Numidia convocati a Cartagine dal re vandalo Unerico nel 484; Quodvultdeus, come tutti gli altri vescovi cattolici africani, fu condannato all'esilio.
A questa sede Morcelli attribuisce anche il vescovo Aurelio a Chullabi, che partecipò al concilio di Cartagine convocato il 1º settembre 256 da san Cipriano per discutere della questione relativa alla validità del battesimo amministrato dagli eretici, e figura all'81º posto nelle Sententiae episcoporum. Tuttavia, secondo Mesnage, Toulotte e Berthier, questo vescovo apparterrebbe alla diocesi di Cillio in Bizacena.
Dal 1933 Cullu è annoverata tra le sedi vescovili titolari della Chiesa cattolica; dall'11 agosto 2023 il vescovo titolare è Hilário Da Cruz Massinga, O.F.M., vescovo ausiliare di Inhambane.

## Cronotassi

### Vescovi residenti
- Aurelio ? † (menzionato nel 256)
- Vittore † (menzionato nel 411)
  - Fidenzio † (menzionato nel 411) (vescovo donatista)
- Quodvultdeus † (menzionato nel 484)

### Vescovi titolari
- Marc Lacroix, O.M.I. † (25 ottobre 1968 - 24 novembre 1970 dimesso)
- Joseph Edra Ukpo † (24 aprile 1971 - 1º marzo 1973 nominato vescovo di Ogoja)
- Franco Mulakkal (17 gennaio 2009 - 13 giugno 2013 nominato vescovo di Jullundur)
- Varghese Thottamkara, C.M. (28 giugno 2013 - 10 maggio 2023 nominato vescovo di Balasore)
- Hilário Da Cruz Massinga, O.F.M., dall'11 agosto 2023